# 上海银行汉口分行大楼
上海银行汉口分行大楼，是一处近代银行建筑，位于中华人民共和国湖北省武汉市江岸区江汉路60号。该建筑由上海商业储蓄银行出资建设。现建筑由中国工商银行武汉汉口支行使用，且为湖北省文物保护单位。

## 历史
该建筑是由时任上海商业储蓄银行（上海银行）汉口分行的副行长周苍柏亲自选址建造的。1917年学成归国的周进入上海银行工作，1919年上海银行在汉口拓展业务，1920年改为汉口分行，周苍柏任副行长。周苍柏回汉后便着手于行屋大楼的建造。该建筑于1920年建成。

## 建筑概述
建筑为5层钢筋混凝土结构建筑，呈文艺复兴新古典风格，地上4层，地下1层。建筑由景明洋行（一说三义洋行）负责设计，上海三合兴营造厂负责工程。建筑正立面呈现三段式构造，最下为连续3座拱券大门，门框皆有雕花装饰；其上为6根贯达2层的罗马柱。整体有多处雕花装饰，山花、雕花横梁，内部一层地面全部铺满大理石。整体建筑华贵大气。

## 建筑保护
1993年7月28日，建筑以“上海银行”的名义被武汉市人民政府列为第一批武汉市优秀历史建筑。2011年3月21日，建筑以“上海银行汉口分行旧址”的名义被武汉市人民政府列为第五批武汉市文物保护单位。2014年6月22日，建筑以“上海银行汉口分行旧址”的名义被湖北省人民政府公布为第六批湖北省文物保护单位。
建筑作为文物的保护范围：保护范围：上海银行汉口分行旧址及周围一定范围。以旧址外墙为界，东南面向外延伸5米，西南面向外延伸2米，西北面、东北面各向外延伸10米。
建筑作为文物的建设控制地带：以保护范围为界，东南面向外延伸115米至鄱阳街规划道路中线，西南面向外延伸4米至江汉路规划道路中线，西北面向外延伸30米至胜利街规划道路中线，东面、北面分别向外延伸92米、34米。